# Lillestrøm SK Kvinner
Lillestrøm SK Kvinner ist ein Frauenfußballverein aus der norwegischen Stadt Lillestrøm. Die erste Mannschaft spielt in der höchsten norwegischen Liga Toppserien.

## Geschichte
Die Wurzeln des Vereins liegen beim Verein Setskog IK, der 1987 Gründungsmitglied der eingleisigen Toppserien war. Am 10. Oktober 1989 änderte der Verein seinen Namen in Setskog/Høland FK. Die Saison 1992 war die erfolgreichste des Vereins. Zunächst wurde die Vizemeisterschaft gefeiert, dann schlug man den Meister Asker SK im Pokalfinale mit 3:0. 1995 konnte noch mal die Vizemeisterschaft gefeiert werden. Ein Jahr später wäre der Verein fast abgestiegen. Nach der Saison 2000 änderte der Verein seinen Namen erneut und heißt seitdem Team Strømmen FK. In den folgenden Jahren belegte man meistens Plätze im Mittelfeld. 2005 wurde der Club zum dritten Mal Vizemeister. Die Saison 2006 beendete Team Strømmen FK auf dem vierten Platz. Seit dem 1. Januar 2010 tritt die Mannschaft unter dem Namen Lillestrøm SK Kvinner an.
Zur Saison 2007 übernahm die ehemalige Nationalspielerin Hege Riise das Traineramt. 2012 sicherte sich Lillestrøm am vorletzten Spieltag erstmals die Meisterschaft. 2014 sicherte sich Lillestrøm am letzten Spieltag zum zweiten Mal die Meisterschaft durch ein 3:0 gegen Vorjahresmeister Stabæk FK im letzten Heimspiel. Danach gewann der Verein noch fünfmal in Folge die Meisterschaft. Den nationalen Pokal gewann man bisher in sechs Spielzeiten.
Der Club trägt seine Heimspiele in der LSK-Hallen (2.300 Plätze) aus.

## Erfolge
- Norwegischer Meister 2012, 2014, 2015, 2016, 2017, 2018, 2019
- Norwegischer Pokalsieger 1992, 2014, 2015, 2016, 2018, 2019
- Norwegischer Vizemeister 1992, 1995, 2005